# Seraphim Falls
Seraphim Falls är en amerikansk långfilm från 2006 i regi av David Von Ancken, med Liam Neeson, Pierce Brosnan, Michael Wincott och Xander Berkeley i rollerna. Filmen hade premiär på Toronto International Film Festival 2006.  

## Rollista
| Liam Neeson       | – Carver           |
| Pierce Brosnan    | – Gideon           |
| Michael Wincott   | – Hayes            |
| Xander Berkeley   | – Railroad Foreman |
| Ed Lauter         | – Parsons          |
| Tom Noonan        | – Minister Abraham |
| Kevin J. O'Connor | – Henry            |
| John Robinson     | – Kid              |
| Anjelica Huston   | – Madame Louise    |
| Angie Harmon      | – Rose             |
| Robert Baker      | – Pope             |
| Wes Studi         | – Charon           |
| Jimmi Simpson     | – Big Brother      |
| James Jordan      | – Little Brother   |
| Nate Mooney       | – Cousin Bill      |